# Helen Jenkins
Helen Jenkins –nascuda Helen Tucker– (Elgin, 8 de març de 1984) és una triatleta escocesa, guanyadora de dues medalles d'or al Campionat del Món de triatló, en els anys 2008 i 2011, i una medalla d'or al Campionat del Món de triatló per relleus de 2011.
Va participar en tres Jocs Olímpics d'Estiu, ocupant el 21è lloc a Pequín 2008, el 5è a Londres 2012 i el 19è a Rio de Janeiro 2016, representant en tots ells al Regne Unit. A més ha obtingut la victòria en tres etapes de les Sèries mundials (el 2011 a Londres, el 2012 a San Diego i el 2016 a Gold Coast).

## Palmarès internacional
| Campionat del Món | Campionat del Món         | Campionat del Món | Campionat del Món |
| Any               | Lloc                      | Medalla           | Prova             |
| ----------------- | ------------------------- | ----------------- | ----------------- |
| 2008              | Vancouver ( Canadà)       | 1                 | Individual        |
| 2011              | Pequín ( R.P. de la Xina) | 1                 | Individual        |
| 2011              | Lausana ( Suïssa)         | 1                 | Relleus           |

### Copa del Món
| Lloc                      | Lloc | Data       | Títol  |
| ------------------------- | ---- | ---------- | ------ |
| Salford (Anglaterra)      | 3    | 31/07/2005 | Bronze |
| Pequín (Xina)             | 3    | 17/09/2005 | Bronze |
| Madrid (Espanya)          | 2    | 25/05/2008 | Plata  |
| Des Moines (Estats Units) | 3    | 22/06/2008 | Bronze |

### Sèries Mundials (Campionat del Món)
| Lloc                               | Lloc | Data       | Títol  |
| ---------------------------------- | ---- | ---------- | ------ |
| Londres (Anglaterra)               | 3    | 15/08/2009 | Bronze |
| Gold Coast (Austràlia)             | 3    | 09/09/2009 | Bronze |
| Madrid (Espanya)                   | 3    | 05/06/2010 | Bronze |
| Londres (Anglaterra)               | 3    | 24/07/2010 | Bronze |
| Madrid (Espanya)                   | 2    | 04/06/2011 | Plata  |
| Kitzbuhel (Àustria)                | 2    | 18/06/2011 | Plata  |
| Londres (Anglaterra)               | 1    | 06/08/2011 | Or     |
| Pequín (Xina)                      | 2    | 09/09/2011 | Plata  |
| Sydney (Austràlia)                 | 2    | 14/04/2012 | Plata  |
| San Diego (Estats Units)           | 1    | 10/05/2012 | Or     |
| Auckland (Nova Zelanda)            | 3    | 06/04/2014 | Bronze |
| Ciutat del Cap (Sud-àfrica)        | 2    | 26/04/2014 | Plata  |
| Chicago (Estats Units)             | 2    | 28/06/2014 | Plata  |
| Abu Dabi (Unió dels Emirats Àrabs) | 3    | 05/03/2016 | Bronze |
| Gold Coast (Austràlia)             | 1    | 09/04/2016 | Or     |
| Estocolm (Suècia)                  | 3    | 02/07/2016 | Bronze |